# Albi d'oro canoa polo italiana
Il canoa polo è uno sport sferistico di squadra, giocato da due squadre di 5 giocatori, che si muovono su canoe. Di seguito sono riportati gli albi d'oro dei campionati di canoa polo italiani, sia maschili che femminili.

## Campionato

### Medagliere Campionati Italiano per Società maschile
| Pos. | Società                         | Vittorie | Secondi posti | Terzi posti | Totale |
| 1    | Pro Scogli Chiavari             | 9        | 8             | 2           | 19     |
| 2    | Circolo Nautico Posillipo       | 7        | 7             | 7           | 21     |
| 3    | A.R.C.I Borgata Marinara Lerici | 5        | 2             | 1           | 8      |
| 4    | KST Siracusa                    | 3        | 1             | 2           | 6      |
| 5    | Canoa Club Palermo              | 1        | 3             | 6           | 10     |
| 6    | Canottieri Siracusa             | 1        | 1             | 0           | 2      |

### Campionato Italiano (Regolamento ICF)
- 1993 A.R.C.I. Borgata Marinara Lerici
- 1994 A.R.C.I. Borgata Marinara Lerici
- 1995 A.R.C.I. Borgata Marinara Lerici
- 1996 A.R.C.I. Borgata Marinara Lerici
- 1997 Canottieri Siracusa
- 1998 Pro Scogli Chiavari
- 1999 A.R.C.I. Borgata Marinara Lerici
- 2000 Canoa Club Palermo
- 2001 Circolo Nautico Posillipo
- 2002 Circolo Nautico Posillipo
- 2003 Pro Scogli Chiavari
- 2004 Pro Scogli Chiavari
- 2005 Circolo Nautico Posillipo
- 2006 Circolo Nautico Posillipo
- 2007 Circolo Nautico Posillipo
- 2008 Circolo Nautico Posillipo
- 2009 Pro Scogli Chiavari
- 2010 Pro Scogli Chiavari
- 2011 Circolo Nautico Posillipo
- 2012 Pro Scogli Chiavari
- 2013 KST Siracusa
- 2014 KST Siracusa
- 2015 KST Siracusa
- 2016 Pro Scogli Chiavari
- 2017 Pro Scogli Chiavari
- 2018 Polisportiva Canottieri Catania ortea palace
- 2019 Pro Scogli Chiavari
- 2021 Pro Scogli Chiavari

### Medagliere Campionati Italiano per Società femminile
| Pos. | Società                         | Vittorie | Secondi posti | Terzi posti | Totale |
| 1    | Polisportiva Canottieri Catania | 10       | ?             | ?           | ?      |
| 2    | C.N. Posillipo                  | 6        | ?             | ?           | ?      |
| 3    | Academy - Katana                | 1        | ?             | ?           | ?      |
| 4    | C.U.S Catania                   | 1        | ?             | ?           | ?      |
| 5    | Amici del Fiume Torino          | 1        | ?             | ?           | ?      |
| 6    | C.P.P.C Milano                  | 1        | ?             | ?           | ?      |

### Campionato Italiano Femminile (Regolamento ICF)
- 1999 CUS Catania
- 2000 A.d.F. Torino
- 2001 C.P.P.C. Milano
- 2002 Circolo Nautico Posillipo
- 2003 Circolo Nautico Posillipo
- 2004 Circolo Nautico Posillipo
- 2005 Circolo Nautico Posillipo
- 2006 Circolo Nautico Posillipo
- 2007 Academy-Katana
- 2008 Circolo Nautico Posillipo
- 2009 Polisportiva Canottieri Catania
- 2010 Circolo Nautico Posillipo
- 2011 Polisportiva Canottieri Catania
- 2012 Circolo Nautico Posillipo
- 2013 Polisportiva Canottieri Catania
- 2014 Polisportiva Canottieri Catania
- 2015 Polisportiva Canottieri Catania
- 2016 Polisportiva Canottieri Catania
- 2017 Polisportiva Canottieri Catania
- 2018 Polisportiva Canottieri Catania
- 2019 Polisportiva Canottieri Catania
- 2021 Polisportiva Canottieri Catania

## Coppa Italia

### Medagliere Coppa Italia per Società maschile
| Pos. | Società              | Vittorie | Secondi posti | Terzi posti | Totale |
| 1    | C.N.Posillipo        | 8        | ?             | ?           | ?      |
| 2    | KST Siracusa         | 4        | ?             | ?           | ?      |
| 3    | Roma Canoa Polo A.S. | 4        | ?             | ?           | ?      |
| 4    | Pro Scogli Chiavari  | 2        | ?             | ?           | ?      |
| 5    | CC Napoli            | 2        | ?             | ?           | ?      |
| 6    | C.C.Palermo          | 2        | ?             | ?           | ?      |

Coppa Italia Maschile (regolamento "Stile Italiano - solo pagaia")
- 1987 Roma Canoa Polo A.S.
- 1988 C.C. Napoli
- 1989 Roma Canoa Polo A.S.
- 1990 Roma Canoa Polo A.S.
- 1991 C.C. Napoli
- 1992 Roma Canoa Polo A.S.

Coppa Italia Regolamento ICF Maschile
- 2000 S.S. Murcarolo
- 2001 C.N. Posillipo
- 2002 C.N. Posillipo
- 2003 C.N. Posillipo
- 2004 C.C. Palermo
- 2005 C.C. Palermo
- 2006 C.N. Posillipo
- 2007 C.N. Posillipo
- 2008 KST Siracusa
- 2009 C.N. Posillipo
- 2010 C.N. Posillipo
- 2011 C.N. Posillipo
- 2012 P.S. Chiavari
- 2013 KST Siracusa
- 2014 KST Siracusa
- 2015 P.S. Chiavari
- 2016 KST Siracusa

### Medagliere Coppa Italia per Società femminile
| Pos. | Società                         | Vittorie | Secondi posti | Terzi posti | Totale |
| 1    | C.N.Posillipo                   | 5        | ?             | ?           | ?      |
| 2    | Amici del Fiume Torino          | 2        | ?             | ?           | ?      |
| 3    | Polisportiva Canottieri Catania | 1        | ?             | ?           | ?      |
| 4    | C.P.P.C Milano                  | 1        | ?             | ?           | ?      |

Coppa Italia Femminile
- 2000 A.d.F Torino
- 2001 CPPCj Milano
- 2002 C.N. Posillipo
- 2003 A.d.F. Torino
- 2004 C.N. Posillipo
- 2010 C.N. Posillipo
- 2011 C.N. Posillipo
- 2012 C.N. Posillipo
- 2013 Polisportiva Canottieri Catania
- 2014 Polisportiva Canottieri Catania
- 2015 Polisportiva Canottieri Catania
- 2016 Polisportiva Canottieri Catania
- 2017 Rovigo
- 2018 Polisportiva Canottieri Catania
- 2019 Polisportiva Canottieri Catania
- 2021 Polisportiva Canottieri Catania

## Under 21

### Campionato italiano under 21 di canoa polo Maschile
- 2004 Pol. Arenzano/C.C.Acque Azzurre
- 2005 Pol. Nautica Katana/Sport Club Ognina
- 2006 KST Siracusa
- 2007 KST Siracusa
- 2008 KST Siracusa
- 2009 KST Siracusa
- 2010 KST Siracusa
- 2011 KST Siracusa
- 2012 Pol. Nautica Katana
- 2013 Canoa Club Napoli
- 2014 Canoa Club Napoli
- 2015 Canoa Club Napoli
- 2016 Canoa Club Napoli
- 2019 Canoa Club Napoli
- 2021 Jomar Club Catania

### Coppa Italia (canoa polo under 21) Maschile
- 2003  A.S. Indiana Club
- 2004  C.C. Bologna
- 2005  C.C. Bologna
- 2006  S.S. Lazio\A.S.D. UCK
- 2007  KST Siracusa
- 2008 ?
- 2009  Canottieri Sabazia
- 2010  S.C. Ichnusa Cagliari
- 2011  CUS Bari
- 2012  S.C. Ichnusa Cagliari
- 2013  Canoa Club Napoli
- 2014 C.C. Firenze
- 2015 Canoa Club Napoli
- 2016 ?
- 2017 C.C. Firenze
- 2021 Jomar Club Catania

## Under 18

### Campionato Juniores
- 2010 Canoa San Miniato
- 2011 Canoa Club Napoli
- 2012 Canoa Club Napoli
- 2013 Canoa Club Napoli
- 2014 C. N. Posillipo
- 2015 A.R.C.I. Borgata Marinara Lerici
- 2016 Canoa Club Napoli
- 2017 Canoa Club Napoli
- 2018 Canoa Club Napoli
- 2019 Jomar Club Catania
- 2020 Jomar Club Catania
- 2021 Jomar Club Catania

## Under 14
Coppa Italia
- 2009  A.R.C.I Borgata Marinara Lerici

### Torneo U.16
- 2008 S.C. Ichnusa